# Gamakia hirsuta
Gamakia hirsuta là một loài nhện trong họ Anyphaenidae.
Loài này thuộc chi Gamakia. Gamakia hirsuta được miêu tả năm 2003 * bởi M. J. Ramírez.